# Plassenkalk

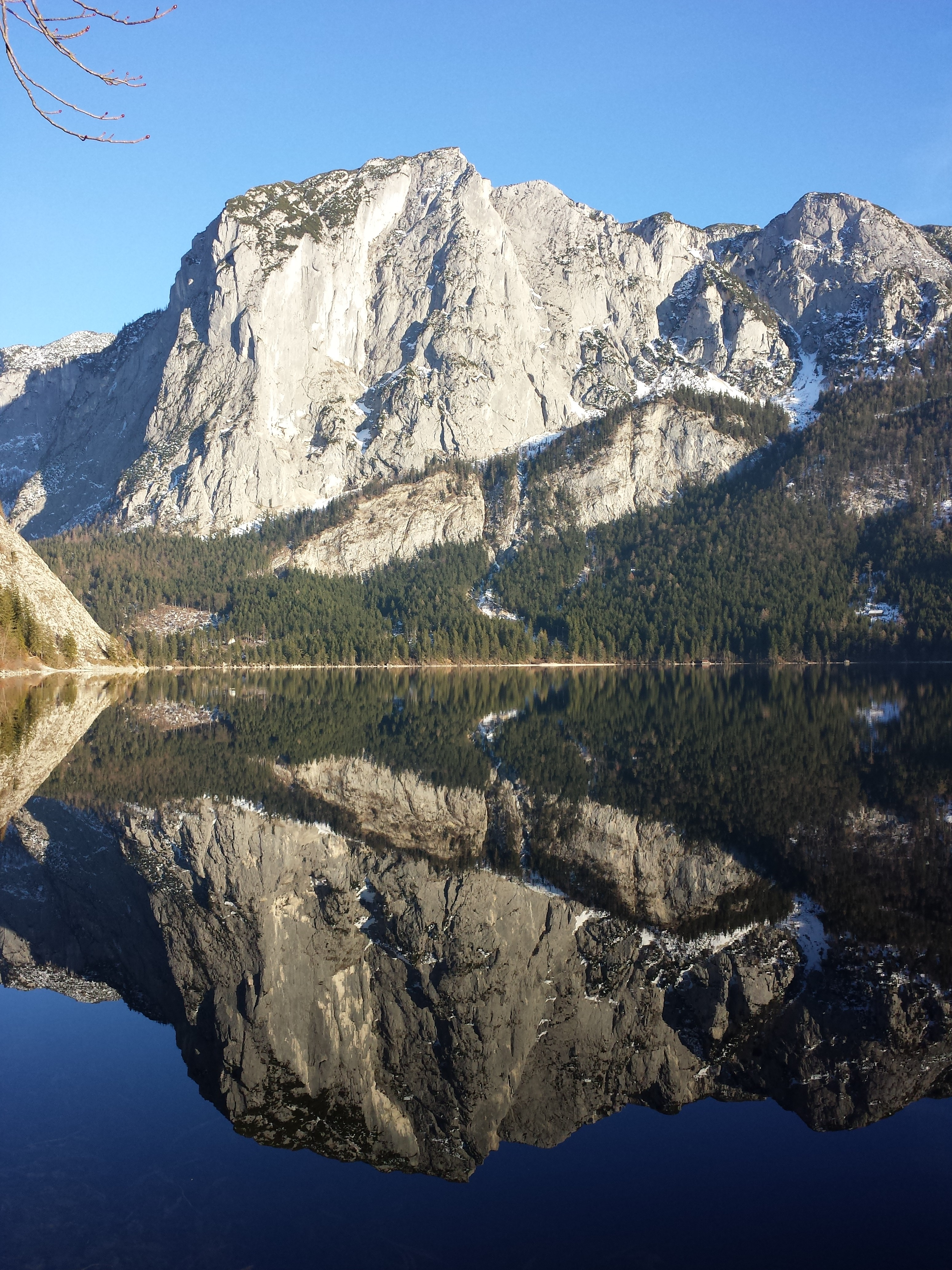
Die Trisselwand im Toten Gebirge besteht aus Plassenkalk

Der Plassenkalk ist eine lithostratigraphische Formation in den Nördlichen Kalkalpen. Die Formation ist in den höheren, südlichen Anteilen der Nördlichen Kalkalpen anzutreffen und markiert dort den Jura-Kreide-Grenzbereich. Ihre Typlokalität ist der Plassen bei Hallstatt, weitere Vorkommen finden sich nordöstlich des Wolfgangsees und im steirischen Salzkammergut. 

## Genese
Der Plassenkalk wurde vor etwa 155 bis 140 Millionen Jahren in einem seichten tropischen Meer abgelagert. In seinen jüngeren Abschnitten zeigt er immer wieder Ansätze von Riffwachstum. Charakteristisch sind diverse Rifffossilien wie Korallen, Schwämme und Hydrozoen, selten auch extrem hochtürmige Schnecken, die Nerineen.
Dieser massige oder grob gebankte, oft rein weißer, gelegentlich auch blass gelblicher oder bräunlicher, massiger Kalkstein weist in den Nördlichen Kalkalpen die höchste chemische Reinheit von allen Kalksteinen auf. Wegen seines hohen Weißegrades wird er auch industriell genutzt. 